# Pełczyce
Pour les articles homonymes, voir Pełczyce (homonymie).
Pełczyce (en allemand : Bernstein) est une ville de la voïvodie de Poméranie occidentale, le nord-ouest de la Pologne. Elle est le siège de la gmina de Pełczyce, dans le powiat de Choszczno. Sa population s'élevait à 2 970 habitants en 2013.

## Histoire
De 1683 à 1945, Bernstein fait partie de l'arrondissement de Soldin (de) dans le district de Francfort au sein de la province de Brandebourg.